# Paratrechina taylori
Paratrechina taylori är en myrart som först beskrevs av Auguste-Henri Forel 1894.  Paratrechina taylori ingår i släktet Paratrechina och familjen myror.

## Underarter
Arten delas in i följande underarter:
- P. t. levis
- P. t. taylori